# 2022-es Formula–1 holland nagydíj
A holland nagydíj a 2022-es Formula–1 világbajnokság tizenötödik futama volt, amelyet 2022. szeptember 2. és szeptember 4. között rendeztek meg a Circuit Zandvoort versenypályán, Zandvoortban.

## Választható keverékek
| Abroncs              | Friss | Használt |
| -------------------- | ----- | -------- |
| Kemény keverék (C1)  |       |          |
| Közepes keverék (C2) |       |          |
| Lágy keverék (C3)    |       |          |
| Átmeneti esőgumi (I) |       |          |
| Teljes esőgumi (W)   |       |          |

## Szabadedzések

### Első szabadedzés
A holland nagydíj első szabadedzését szeptember 2-án, pénteken délután tartották, magyar idő szerint 12:30-tól.
| helyezés | versenyző        | csapat/motor          | elért idő | különbség | futott kör |
| -------- | ---------------- | --------------------- | --------- | --------- | ---------- |
| 1        | George Russell   | Mercedes              | 1:12,455  | −         | 29         |
| 2        | Lewis Hamilton   | Mercedes              | 1:12,695  | +0,240    | 28         |
| 3        | Carlos Sainz Jr. | Ferrari               | 1:12,845  | +0,390    | 30         |
| 4        | Lando Norris     | McLaren-Mercedes      | 1:12,929  | +0,474    | 32         |
| 5        | Daniel Ricciardo | McLaren-Mercedes      | 1:13,077  | +0,622    | 31         |
| 6        | Charles Leclerc  | Ferrari               | 1:13,127  | +0,672    | 30         |
| 7        | Sergio Pérez     | Red Bull-RBPT         | 1:13,416  | +0,961    | 30         |
| 8        | Fernando Alonso  | Alpine-Renault        | 1:13,633  | +1,178    | 31         |
| 9        | Esteban Ocon     | Alpine-Renault        | 1:13,963  | +1,508    | 33         |
| 10       | Alexander Albon  | Williams-Mercedes     | 1:14,063  | +1,608    | 29         |
| 11       | Mick Schumacher  | Haas-Ferrari          | 1:14,163  | +1,708    | 29         |
| 12       | Lance Stroll     | Aston Martin-Mercedes | 1:14,257  | +1,802    | 30         |
| 13       | Kevin Magnussen  | Haas-Ferrari          | 1:14,405  | +1,950    | 31         |
| 14       | Pierre Gasly     | AlphaTauri-RBPT       | 1:14,474  | +2,019    | 28         |
| 15       | Sebastian Vettel | Aston Martin-Mercedes | 1:14,500  | +2,045    | 28         |
| 16       | Csou Kuan-jü     | Alfa Romeo-Ferrari    | 1:14,534  | +2,079    | 18         |
| 17       | Cunoda Júki      | AlphaTauri-RBPT       | 1:14,630  | +2,175    | 31         |
| 18       | Valtteri Bottas  | Alfa Romeo-Ferrari    | 1:14,695  | +2,240    | 22         |
| 19       | Max Verstappen   | Red Bull-RBPT         | 1:14,714  | +2,259    | 7          |
| 20       | Nicholas Latifi  | Williams-Mercedes     | 1:15,122  | +2,667    | 33         |

### Második szabadedzés
A holland nagydíj második szabadedzését szeptember 2-án, pénteken délután tartották, magyar idő szerint 16:00-tól.
| helyezés | versenyző        | csapat/motor          | elért idő | különbség | futott kör |
| -------- | ---------------- | --------------------- | --------- | --------- | ---------- |
| 1        | Charles Leclerc  | Ferrari               | 1:12.345  | −         | 27         |
| 2        | Carlos Sainz Jr. | Ferrari               | 1:12,349  | +0,004    | 30         |
| 3        | Lewis Hamilton   | Mercedes              | 1:12,417  | +0,072    | 21         |
| 4        | Lando Norris     | McLaren-Mercedes      | 1:12,448  | +0,103    | 24         |
| 5        | George Russell   | Mercedes              | 1:12,655  | +0,310    | 27         |
| 6        | Lance Stroll     | Aston Martin-Mercedes | 1:12,746  | +0,401    | 28         |
| 7        | Fernando Alonso  | Alpine-Renault        | 1:12,848  | +0,503    | 25         |
| 8        | Max Verstappen   | Red Bull-RBPT         | 1:13,042  | +0,697    | 22         |
| 9        | Esteban Ocon     | Alpine-Renault        | 1:13,305  | +0,960    | 27         |
| 10       | Daniel Ricciardo | McLaren-Mercedes      | 1:13,362  | +1,017    | 10         |
| 11       | Cunoda Júki      | AlphaTauri-RBPT       | 1:13,419  | +1,074    | 19         |
| 12       | Sergio Pérez     | Red Bull-RBPT         | 1:13,493  | +1,148    | 23         |
| 13       | Mick Schumacher  | Haas-Ferrari          | 1:13,604  | +1,259    | 27         |
| 14       | Sebastian Vettel | Aston Martin-Mercedes | 1:13,611  | +1,266    | 27         |
| 15       | Csou Kuan-jü     | Alfa Romeo-Ferrari    | 1:13,624  | +1,279    | 25         |
| 16       | Pierre Gasly     | AlphaTauri-RBPT       | 1:13,666  | +1,321    | 16         |
| 17       | Alexander Albon  | Williams-Mercedes     | 1:13,837  | +1,492    | 26         |
| 18       | Valtteri Bottas  | Alfa Romeo-Ferrari    | 1:14,167  | +1,822    | 27         |
| 19       | Kevin Magnussen  | Haas-Ferrari          | 1:14,282  | +1,937    | 25         |
| 20       | Nicholas Latifi  | Williams-Mercedes     | 1:14,797  | +2,452    | 24         |

### Harmadik szabadedzés
A holland nagydíj harmadik szabadedzését szeptember 3-án, szombaton délután tartották, magyar idő szerint 12:00-tól.
| helyezés | versenyző        | csapat/motor          | elért idő | különbség | futott kör |
| -------- | ---------------- | --------------------- | --------- | --------- | ---------- |
| 1        | Charles Leclerc  | Ferrari               | 1:11,632  | −         | 20         |
| 2        | George Russell   | Mercedes              | 1:11,698  | +0,066    | 24         |
| 3        | Max Verstappen   | Red Bull-RBPT         | 1:11,793  | +0,161    | 22         |
| 4        | Carlos Sainz Jr. | Ferrari               | 1:11,971  | +0,339    | 17         |
| 5        | Lewis Hamilton   | Mercedes              | 1:12,156  | +0,524    | 25         |
| 6        | Sergio Pérez     | Red Bull-RBPT         | 1:12,176  | +0,544    | 29         |
| 7        | Fernando Alonso  | Alpine-Renault        | 1:12,327  | +0,695    | 16         |
| 8        | Sebastian Vettel | Aston Martin-Mercedes | 1:12,491  | +0,859    | 25         |
| 9        | Mick Schumacher  | Haas-Ferrari          | 1:12,558  | +0,926    | 15         |
| 10       | Lando Norris     | McLaren-Mercedes      | 1:12,591  | +0,959    | 18         |
| 11       | Kevin Magnussen  | Haas-Ferrari          | 1:12,606  | +0,974    | 15         |
| 12       | Lance Stroll     | Aston Martin-Mercedes | 1:12,773  | +1,141    | 18         |
| 13       | Alexander Albon  | Williams-Mercedes     | 1:12,775  | +1,143    | 18         |
| 14       | Esteban Ocon     | Alpine-Renault        | 1:13,003  | +1,371    | 20         |
| 15       | Pierre Gasly     | AlphaTauri-RBPT       | 1:13,046  | +1,414    | 23         |
| 16       | Cunoda Júki      | AlphaTauri-RBPT       | 1:13,256  | +1,624    | 22         |
| 17       | Daniel Ricciardo | McLaren-Mercedes      | 1:13,299  | +1,667    | 20         |
| 18       | Valtteri Bottas  | Alfa Romeo-Ferrari    | 1:13,359  | +1,727    | 15         |
| 19       | Csou Kuan-jü     | Alfa Romeo-Ferrari    | 1:13,421  | +1,789    | 14         |
| 20       | Nicholas Latifi  | Williams-Mercedes     | 1:13,625  | +1,993    | 22         |

## Időmérő edzés
A holland nagydíj időmérő edzését szeptember 3-án, szombat délután tartották, magyar idő szerint 15:00-tól.
| helyezés              | rajtszám | versenyző        | csapat/motor          | 1. rész  | 2. rész  | 3. rész    | rajthely | futott kör |
| --------------------- | -------- | ---------------- | --------------------- | -------- | -------- | ---------- | -------- | ---------- |
| 1                     | 1        | Max Verstappen   | Red Bull-RBPT         | 1:11,317 | 1:10,927 | 1:10,342   | 1        | 12         |
| 2                     | 16       | Charles Leclerc  | Ferrari               | 1:11,443 | 1:10,988 | 1:10,363   | 2        | 18         |
| 3                     | 55       | Carlos Sainz Jr. | Ferrari               | 1:11,767 | 1:10,814 | 1:10,434   | 3        | 18         |
| 4                     | 44       | Lewis Hamilton   | Mercedes              | 1:11,331 | 1:11,075 | 1:10,648   | 4        | 18         |
| 5                     | 11       | Sergio Pérez     | Red Bull-RBPT         | 1:11,641 | 1:11,314 | 1:11,077   | 5        | 19         |
| 6                     | 63       | George Russell   | Mercedes              | 1:11,561 | 1:10,824 | 1:11,147   | 6        | 18         |
| 7                     | 4        | Lando Norris     | McLaren-Mercedes      | 1:11,556 | 1:11,116 | 1:11,174   | 7        | 18         |
| 8                     | 47       | Mick Schumacher  | Haas-Ferrari          | 1:11,741 | 1:11,420 | 1:11,442   | 8        | 21         |
| 9                     | 22       | Cunoda Júki      | AlphaTauri-RBPT       | 1:11,427 | 1:11,428 | 1:12,556   | 9        | 21         |
| 10                    | 18       | Lance Stroll     | Aston Martin-Mercedes | 1:11,568 | 1:11,416 | idő nélkül | 10       | 14         |
| 11                    | 10       | Pierre Gasly     | AlphaTauri-RBPT       | 1:11,705 | 1:11,512 |            | 11       | 15         |
| 12                    | 31       | Esteban Ocon     | Alpine-Renault        | 1:11,748 | 1:11,605 |            | 12       | 12         |
| 13                    | 14       | Fernando Alonso  | Alpine-Renault        | 1:11,667 | 1:11,613 |            | 13       | 11         |
| 14                    | 24       | Csou Kuan-jü     | Alfa Romeo-Ferrari    | 1:11,826 | 1:11,704 |            | 14       | 15         |
| 15                    | 23       | Alexander Albon  | Williams-Mercedes     | 1:11,695 | 1:11,802 |            | 15       | 16         |
| 16                    | 77       | Valtteri Bottas  | Alfa Romeo-Ferrari    | 1:11,961 |          |            | 16       | 9          |
| 17                    | 3        | Daniel Ricciardo | McLaren-Mercedes      | 1:12,081 |          |            | 17       | 8          |
| 18                    | 20       | Kevin Magnussen  | Haas-Ferrari          | 1:12,319 |          |            | 18       | 9          |
| 19                    | 5        | Sebastian Vettel | Aston Martin-Mercedes | 1:12,391 |          |            | 19       | 8          |
| 20                    | 6        | Nicholas Latifi  | Williams-Mercedes     | 1:13,353 |          |            | 20       | 5          |
| 107%-os idő: 1:16,309 |          |                  |                       |          |          |            |          |            |

## Futam
A holland nagydíj szeptember 4-én, vasárnap rajtolt el, magyar idő szerint 15:00-kor.
| helyezés | rajtszám | versenyző        | csapat/motor          | futott kör | idő/kiesés oka | rajthely | pont  |
| -------- | -------- | ---------------- | --------------------- | ---------- | -------------- | -------- | ----- |
| 1        | 1        | Max Verstappen   | Red Bull-RBPT         | 72         | 1:36:42,773    | 1        | 26[a] |
| 2        | 63       | George Russell   | Mercedes              | 72         | +4,071         | 6        | 18    |
| 3        | 16       | Charles Leclerc  | Ferrari               | 72         | +10,929        | 2        | 15    |
| 4        | 44       | Lewis Hamilton   | Mercedes              | 72         | +13,016        | 4        | 12    |
| 5        | 11       | Sergio Pérez     | Red Bull-RBPT         | 72         | +18,168        | 5        | 10    |
| 6        | 14       | Fernando Alonso  | Alpine-Renault        | 72         | +18,754        | 13       | 8     |
| 7        | 4        | Lando Norris     | McLaren-Mercedes      | 72         | +19,306        | 7        | 6     |
| 8        | 55       | Carlos Sainz Jr. | Ferrari               | 72         | +20,916[b]     | 3        | 4     |
| 9        | 31       | Esteban Ocon     | Alpine-Renault        | 72         | +21.117        | 12       | 2     |
| 10       | 18       | Lance Stroll     | Aston Martin-Mercedes | 72         | +22,459        | 10       | 1     |
| 11       | 10       | Pierre Gasly     | AlphaTauri-RBPT       | 72         | +27,009        | 11       |       |
| 12       | 23       | Alexander Albon  | Williams-Mercedes     | 72         | +30,390        | 15       |       |
| 13       | 47       | Mick Schumacher  | Haas-Ferrari          | 72         | +32,995        | 8        |       |
| 14       | 5        | Sebastian Vettel | Aston Martin-Mercedes | 72         | +36,007[c]     | 19       |       |
| 15       | 20       | Kevin Magnussen  | Haas-Ferrari          | 72         | +36,869        | 18       |       |
| 16       | 24       | Csou Kuan-jü     | Alfa Romeo-Ferrari    | 72         | +37,320        | 14       |       |
| 17       | 3        | Daniel Ricciardo | McLaren-Mercedes      | 72         | +37,764        | 17       |       |
| 18       | 6        | Nicholas Latifi  | Williams-Mercedes     | 71         | +1 kör         | 20       |       |
| Ki       | 77       | Valtteri Bottas  | Alfa Romeo-Ferrari    | 53         | erőforrás      | 16       |       |
| Ki       | 22       | Cunoda Júki      | AlphaTauri-RBPT       | 43         | differenciálmű | 9        |       |

Megjegyzések:
- ↑ a:  Max Verstappen a helyezéséért járó pontok mellett a versenyben futott leggyorsabb körért további 1 pontot szerzett.
- ↑ b:  Carlos Sainz Jr. eredetileg az 5. helyen végzett, de 5 másodperces időbüntetést kapott a boxutcából való veszélyes kiengedésért.[3]
- ↑ c:  Sebastian Vettel 13. helyen végzett, de 5 másodperces időbüntetést kapott a kék zászlók figyelmen kívül hagyása miatt.[4]

## A világbajnokság állása a verseny után
| H   | Versenyzők       | Pont | H   | Konstruktőrök         | Pont |
| --- | ---------------- | ---- | --- | --------------------- | ---- |
| 1.  | Max Verstappen   | 310  | 1.  | Red Bull-RBPT         | 511  |
| 2.  | Charles Leclerc  | 201  | 2.  | Ferrari               | 376  |
| 3.  | Sergio Pérez     | 201  | 3.  | Mercedes              | 346  |
| 4.  | George Russell   | 188  | 4.  | Alpine-Renault        | 125  |
| 5.  | Carlos Sainz Jr. | 175  | 5.  | McLaren-Mercedes      | 101  |
| 6.  | Lewis Hamilton   | 158  | 6.  | Alfa Romeo-Ferrari    | 51   |
| 7.  | Lando Norris     | 82   | 7.  | Haas-Ferrari          | 34   |
| 8.  | Esteban Ocon     | 66   | 8.  | AlphaTauri-RBPT       | 29   |
| 9.  | Fernando Alonso  | 59   | 9.  | Aston Martin-Mercedes | 25   |
| 10. | Valtteri Bottas  | 46   | 10. | Williams-Mercedes     | 4    |

(A teljes táblázat)

## Statisztikák
- Vezető helyen:
  - Max Verstappen: 58 kör (1-18, 29-56 és 61-72)
  - Lewis Hamilton: 14 kör (19-28 és 57-60)
- Max Verstappen 17. pole-pozíciója, 21. versenyben futott leggyorsabb köre és 30. futamgyőzelme, ezzel pedig ötödik mesterhármasát érte el.[5]
- A Red Bull Racing 86. futamgyőzelme.
- Max Verstappen 72., George Russell 7., Charles Leclerc 19. dobogós helyezése.
- Az Aston Martin 50. Formula 1-es nagydíja.